# On the Run (videojuego de 2015)
On the Run es un videojuego de carreras desarrollado por Silent Bay Studios y publicado por Miniclip para navegador, iOS, Android y Windows Phone. Fue lanzado el 26 de agosto de 2015.

## Jugabilidad
El jugador debe recolectar monedas esquivando a los vehículos de tránsito, derribando a los vehículos de tránsito con el impulso, a la policía y más. Si al jugador se le acaba el tiempo, se acaba el juego. Sin embargo, el jugador podrá seguir corriendo con monedas.
El jugador comienza con Belina. Una vez que se sube de rango, se desbloquean nuevas etapas como Exotic Night, Men at Work y Desert Ride.
Hay vehículos especiales en este juego: Bigfoot, Tank, Firetruck y más. El jugador puede aumentar la duración de los vehículos especiales mejorandolos con monedas.